# Det susar genom livets strid
Det susar genom livets strid är en adventspsalm som skrevs av Carl Boberg 1883, ursprungligen med 5 strofer. Den bearbetades 1984 av Harry Lindström. Melodi av David Ahlberg 1894. Sången avslutas med orden "Det är advent! Det är advent!", men skall icke förväxlas med sången Det är advent (även kallad Ett litet barn av Davids hus).
Psalmens fjärde vers fanns med i tidigare psalmbok, men har i den nya tagits bort.

## Publicerad i
- Svensk söndagsskolsångbok 1908 som nr 18 under rubriken "Adventssånger".
- Svenska Missionsförbundets sångbok 1920 nr 76, under rubriken "Jesu födelse".
- Solskenssånger, 1924 som nr 300
- Sionstoner 1935, nr 148 under rubriken "Advent"
- Förbundstoner 1957 som nr 34 under rubriken "Guds uppenbarelse i Kristus: Advent"
- Den svenska psalmboken 1986 som nr 109 under rubriken "Advent".

### Fotnoter
1. ↑  Niklas Lindström (29 november 2015). ”Trumpetare tog ton på första dan”. Mariestadstidningen. Arkiverad från originalet den 8 december 2015. https://web.archive.org/web/20151208145440/http://www.mariestadstidningen.se/mariestad/2015/11/29/trumpetare-tog-ton-pa-forsta-dan. Läst 1 december 2015.